# Peter Ries (Richter)
Peter Ries (* 1961 in München) ist ein deutscher Richter und Hochschullehrer.
Ries studierte 1982 bis 1983 Rechtswissenschaften, Geschichte und Volkswirtschaft an der LMU München, ab 1983 zusätzlich Jura und Betriebswirtschaftslehre an der Universität Würzburg und an der London School of Economics and Political Science. 1989 erfolgte die Promotion zum Dr. jur. an der Universität München. Sein Doktorvater war Gerhard Thür.
Ries war ab 1995 Richter im Handelsregister am Amtsgericht Charlottenburg in Berlin mit dem Tätigkeitsgebiet Gesellschaftsrecht sowie ab 2000 Professor für Handels- und Gesellschaftsrecht und auch Anwaltsrecht an der HWR Berlin. Er war 2008  Gastdozent bei der Drexel University, Philadelphia, USA; 2010 Gastsemester an der Macquarie University, Sydney; 2012 Gastprofessor an der University of Hertfordshire, Hatfield, UK.

## Publikationen (Auswahl)
- (gem. mit Eckhart Gustavus). Handels-, Gesellschafts- und Registerrecht. Gieseking Verlag (6., neu bearbeitete Auflage), Bielefeld 2020, ISBN 978-3-7694-1235-2.
- Praxis- und Formularbuch zum Registerrecht. RWS Verlag (4. Auflage), Köln 2019, ISBN 978-3-8145-2007-0.
- Formularpraxis des Registerrechts (mit Roland Böttcher), Köln, 2009, RWS-Verl. Kommunikationsforum, ISBN 	978-3-8145-5132-6
- Formularpraxis des Handelsregisterrechts (mit Roland Böttcher), Köln, 2003, RWS-Verl. Kommunikationsforum, ISBN 978-3-8145-5102-9
- Bauverträge im römischen Recht. Diss. Univ. München, München 1989.

### Mitwirkung
- HGB Kommentar zu Handelsstand, Handelsgesellschaften, Handelsgeschäften und besonderen Handelsverträge, 4. und 5. Auflage